# 沈敏康
沈敏康（？—2017年2月9日），男，中华人民共和国政治人物，曾任中共上海市委副秘书长、市委办公厅主任，上海市人大常委会秘书长，第六、七届全国人大代表。